# Chimarra lukawaei
Chimarra lukawaei är en nattsländeart som beskrevs av Jacquemart 1961. Chimarra lukawaei ingår i släktet Chimarra och familjen stengömmenattsländor. Inga underarter finns listade i Catalogue of Life.